# Satoši Ómura
Satoši Ómura, japonsky 大村 智; Ómura Satoši, (* 12. července 1935 Nirasaki, prefektura Jamanaši) je japonský biochemik, který působí jako emeritní profesor na Kitasatově univerzitě v tokijském Minatu a také v pozici profesora chemie na Wesleyanově univerzitě v connecticutském Middletownu.
V roce 2015 obdržel spolu s americko-irským parazitologem Williamem C. Campbellem Nobelovu cenu za fyziologii nebo lékařství, když byly oceněny jejich objevy na poli nové léčby infekcí způsobených hlísticemi. Rozdělili si tak poloviční podíl. Druhá část připadla čínské farmakoložce Tchu Jou-jou za novátorskou terapii malárie.

## Osobní život
V roce 1963 absolvoval chemii na univerzitě v Jamanaši. Magisterský stupeň studia ukončil na Tokyo University of Science. Postgraduální titul (Ph.D.) pak nejdříve získal roku 1968 ve farmakologii na Tokijské univerzitě. Druhý doktorát obdržel v oboru chemie roku 1970 na Tokyo University of Science.
Od roku 1965 působil jako vědec na Kitasatově institutu a přednášel na Kitasatově univerzitě v tokijském Minatu. Obě instituce byly v roce 2008 sloučeny. Prezidentem institutu se stal roku 1990 a k roku 2015 zde pracoval jako emeritní profesor. Mimoto byl v roce 2005 jmenován profesorem chemie na Wesleyanově univerzitě v connecticutském Middletownu.
Ve vědecké dráze se spolupodílel na vývoji léčiv vyrobených z aktivních látek přirozeně se vyskytujících v mikroorganismech. Objevil třináct nových bakteriálních rodů, včetně Kitasatosporia, Longispora a Arbophoma, a také čtyřicet dva kmenů. Extrahoval přes 470 organických sloučenin, řadu z nich s jedinečnou chemickou strukturou, které byly využity jako antibiotika.
Spolu s americko-irským parazitologem Williamem C. Campbellem převzal Nobelovu cenu za fyziologii nebo lékařství, když byl oceněn přínos v podobě nové léčby parazitárních onemocnění způsobených hlísticemi. Profesně se zabýval výzkumem půdních bakterií rodu Streptomyces. Z něho se mu podařilo izolovat kmen Streptomyces avermitilis, produkující makrocyklické laktony avermektiny, u nichž byly prokázány antiparazitární účinky. Campbell následně vyvinul léčiva, jejichž hlavním reprezentantem se stal ivermektin. Světová zdravotnická organizace začala avermektiny masivně používat od 80. let dvacátého století v léčbě proti onchocerciáze (říční slepotě), elefantiáze a dalším parazitárním onemocněním.
Druhá část Nobelovy prémie připadla čínské farmakoložce Tchu Jou-jou za novátorskou terapii malárie.

## Přehled ocenění

### Vědecké a akademické ceny
- 1985 – Hoechst-Roussel Award[7]

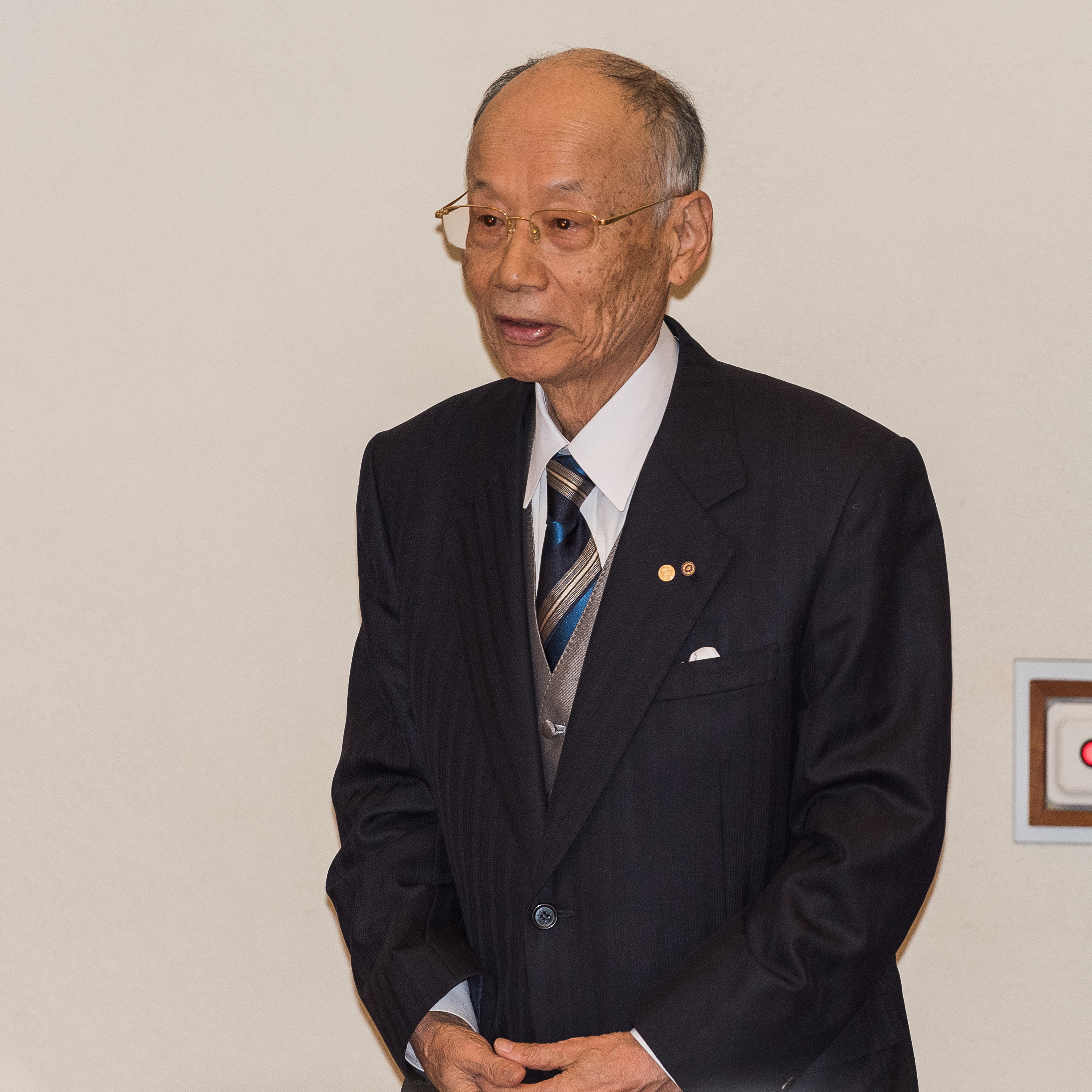
Ómura ve Stockholmu, kde přebral Nobelovu cenu

- 1986 – Cena Japonské farmaceutické společnosti[7]
- 1988 – Uehara Prize[7]
- 1990 – Cena Japonské akademie věd[7]
- 1995 – Fudžiwarova cena[7]
- 1997 – Zlatá medaile Roberta Kocha[9]
- 1998 – Cena prince Mahidola[7]
- 2000 – Nakanišiho cena[7]
- 2005 – Natural Product in the Chemistry of Natural Products[7]
- 2007 – Pamětní cena Hamaa Umezawy[7]
- 2010 – Tetrahedron Prize[7]
- 2011 – Arima Award[7]
- 2014 – Gairdner Global Health Award[10]
- 2015 – Nobelova cena za fyziologii nebo lékařství

### Státní vyznamenání
- Medaile cti s fialovou stuhou – 1992[7]
- rytíř Řádu čestné legie – 2008
- Řád posvátného pokladu II. třídy – 2011[11]
- Osobnost se zásluhou o kulturu – 2012[7]

### Členství v učených společnostech
- 1992 – Německá akademie věd Leopoldina[12]
- 1999 – Národní akademie věd Spojených států amerických[13]
- 2001 – Japonská akademie věd[14]
- 2002 – Francouzská akademie věd[15]